# Salix macroblasta
Salix macroblasta — вид квіткових рослин із родини вербових (Salicaceae).

## Морфологічна характеристика
Це кущ до 6 метрів заввишки. Гілочки жовтувато-коричневі, в молодому віці рідко ворсинчасті, потім ± голі. Листкова ніжка 1–3 мм, волосиста; листкова пластинка ланцетна чи видовжено-ланцетна, 1.4–4(5) × 0.5–1.2(2) см, абаксіально (низ) сиза, адаксіально матово-зелена, край цільний, верхівка гостра або загострена. Жіноча сережка циліндрична, 25–30 × ≈ 6 мм. Коробочка довгаста, ≈ 4 мм.

## Середовище проживання
Ганьсу, Сичуань. Населяє зарості на гірських схилах і хребтах; на висотах 1600–2000 метрів.